# La Côte (Górna Saona)

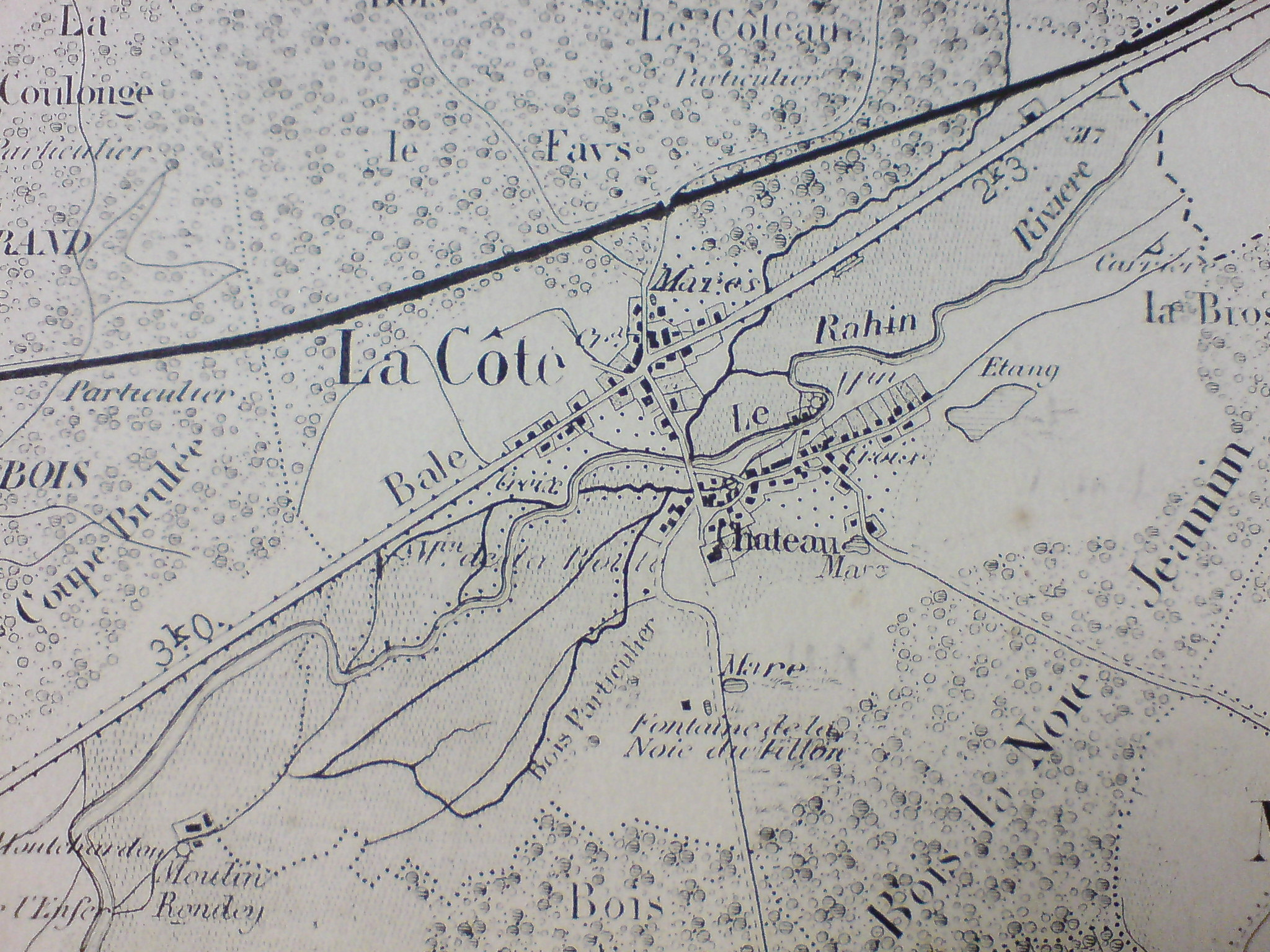
La Côte na mapie z połowy XIX wieku

La Côte – miejscowość i gmina we Francji, w regionie Burgundia-Franche-Comté, w departamencie Górna Saona.
Według danych na rok 1990 gminę zamieszkiwało 468 osób, a gęstość zaludnienia wynosiła 68 osób/km² (wśród 1786 gmin Franche-Comté La Côte (Haute-Saône) plasuje się na 332. miejscu pod względem liczby ludności, natomiast pod względem powierzchni na miejscu 650.).